# UUM-125 Sea Lance
UUM-125 Sea Lance – amerykański pocisk rakietowy skonstruowany do zwalczania zanurzonych okrętów podwodnych, po wystrzeleniu z pozostających w zanurzeniu okrętów podwodnych. W podstawowej wersji – UUM-125A, Sea Lance wyposażony miał zostać w głowicę termojądrową W89 o mocy 200 kiloton, w późniejszej zaś wersji UUM-125B – w lekką torpedę Mark 50 ALWT. Program rozwoju pocisku został anulowany w 1990 roku z uwagi na zakończenie zimnej wojny, przed przyjęciem na uzbrojenie.
UUM-125 Sea Lance umieszczony był w wodoszczelnej kapsule startowej, w której wystrzeliwany miał być z wyrzutni torpedowej. Po wystrzeleniu kapsuła miała wynurzyć się nad powierzchnię wody, gdzie następowało jej odrzucenie i uruchomienie napędzanego paliwem stałym rakietowego silnika marszowego pocisku. W pierwszej fazie lotu ku predefiniowanej przed wystrzeleniem pozycji celu, Sea Lance korzystał z nawigacji bezwładnościowej. W rejonie celu lub po wypaleniu paliwa rakietowego następowało oddzielenie się ładunku bojowego, który opadał do wody na spowalniającym lot spadochronie. W zależności od rodzaju tego ładunku głowica termojądrowa ulegała – po zanurzeniu na odpowiedniej głębokości – eksplozji bądź też uruchamiał się aktywny hydrolokator torpedy, prowadząc samodzielne poszukiwanie celu, a po jego zlokalizowaniu, naprowadzając na niego torpedę z głowicą o masie 45,35 kg i konwencjonalnym ładunkiem wybuchowym. Eksplozja głowicy nuklearnej W89 o mocy 200 kt zdolna była do zniszczenia każdego okrętu podwodnego znajdującego się w promieniu do 10 km.